# 드리커스 두 플레시스
드리커스 두 플레시스(Dricus du Plessis, 1994년 1월 14일 ~ )는 남아프리카공화국 출신의 종합격투기 선수로, 현 UFC 미들급 챔피언이다. 킥복싱과 주짓수를 바탕으로 모든 면에서 완성형 올라운더로 평가받으며, 2024년부터 2025년까지 두 차례 타이틀 방어에 성공했다.

## 경력 하이라이트
- 2013년 프로 데뷔 후 EFC, KSW 등 유럽·남아공 단체에서 활약.
- 2024년 UFC 297에서 션 스트릭랜드를 상대로 스플릿 판정승하며 미들급 챔피언 등극.
- 2024년 UFC 305에서 이스라엘 아데산야를 리어네이키드 초크로 제압하며 첫 방어 성공.
- 2025년 UFC 312에서 션 스트릭랜드와 리매치에서 전원일치 판정승으로 2차 방어 달성.

## 파이팅 스타일
킥복싱 기반 타격과 브라질리언 주짓수에 강하며, 레슬링까지 겸비한 올라운더다. 침착한 경기 운영과 체력, 피니시 능력을 바탕으로 미들급 정상에 올랐다.

## 종합격투기 전적
| 결과 | 전적 | 상대              | 방식                         | 대회                | 날짜             | 장소               |
| ---- | ---- | ----------------- | ---------------------------- | ------------------- | ---------------- | ------------------ |
| 승   | 23–2 | 션 스트릭랜드     | 판정 (전원일치)              | UFC 312             | 2025년 2월 8일   | 시드니, 호주       |
| 승   | 22–2 | 이스라엘 아데산야 | 서브미션 (리어네이키드 초크) | UFC 305             | 2024년 8월 17일  | 퍼스, 호주         |
| 승   | 21–2 | 션 스트릭랜드     | 판정 (스플릿)                | UFC 297             | 2024년 1월 20일  | 토론토, 캐나다     |
| 승   | 20–2 | 로버트 휘태커     | TKO (펀치)                   | UFC 290             | 2023년 7월 8일   | 라스베이거스, 미국 |
| 승   | 19–2 | 데릭 브런슨       | TKO (코너 중지)              | UFC 285             | 2023년 3월 4일   | 라스베이거스, 미국 |
| 승   | 18–2 | 대런 틸           | 서브미션 (페이스 크랭크)     | UFC 282             | 2022년 12월 10일 | 라스베이거스, 미국 |
| 승   | 17–2 | 브래드 타바레스   | 판정 (전원일치)              | UFC 276             | 2022년 7월 2일   | 라스베이거스, 미국 |
| 승   | 16–2 | 트레빈 자일스     | KO (펀치)                    | UFC 264             | 2021년 7월 10일  | 라스베이거스, 미국 |
| 승   | 15–2 | 마르쿠스 페레즈   | KO (펀치)                    | UFC Fight Night 179 | 2020년 10월 11일 | 아부다비, UAE      |

## 타이틀 및 수상
- UFC 미들급 챔피언 (2024~)
- 타이틀 2차 방어 (2024, 2025)
- Performance of the Night 2회, Fight of the Night 2회 수상
- KSW 웰터급·미들급 챔피언
- EFC 미들급 챔피언

## 관련 문서
- UFC
- 미들급 (MMA)
- 이스라엘 아데산야
- 션 스트릭랜드
- 로버트 휘태커